# Mossarottjärnen (Tuna socken, Medelpad)
Mossarottjärnen är en sjö i Sundsvalls kommun i Medelpad och ingår i Ljungans huvudavrinningsområde. Sjön är 3,7 meter djup, har en yta på 0,03 kvadratkilometer och befinner sig 298 meter över havet.